# Zarina Diyas
Zarina Diyas (Kazachs: Зарина Дияс) (Alma-Ata, 18 oktober 1993) is een tennisspeelster uit Kazachstan.
Zij begon op zesjarige leeftijd met tennis. 
Haar eerste ITF-toernooi speelde Diyas in 2007 in Bratislava.
In 2014 plaatste zij zich via het kwalificatietoernooi voor het Australian Open enkelspel.
Zij bereikte er de derde ronde.
Zij stond in 2014 voor het eerst in een WTA-finale, op het toernooi van Japan in Osaka – zij verloor van de Australische Samantha Stosur. In 2017 veroverde Diyas haar eerste WTA-titel, op het toernooi van Japan in Tokio, door de Japanse Miyu Kato te verslaan.
In de periode 2009–2019 maakte Diyas deel uit van het Kazachse Fed Cup-team – zij behaalde daar een winst/verlies-balans van 18–6.

## Posities op deWTA-ranglijst
Positie per einde seizoen:
| jaar | rang enkelspel | rang dubbelspel |
| ---- | -------------- | --------------- |
| 2009 | 206            | –               |
| 2010 | 173            | –               |
| 2011 | 223            | –               |
| 2012 | 265            | –               |
| 2013 | 163            | 470             |
| 2014 | 34             | 128             |
| 2015 | 52             | 181             |
| 2016 | 148            | 359             |
| 2017 | 66             | 974             |
| 2018 | 91             | 262             |
| 2019 | 78             | 453             |
| 2020 | 79             | 468             |
| 2021 |                |                 |

## Resultaten grote toernooien
| Legenda | Legenda                          |
| ------- | -------------------------------- |
| g.t.    | geen toernooi gehouden           |
| l.c.    | lagere categorie                 |
| –       | niet deelgenomen                 |
| G       | uitgeschakeld in de groepsfase   |
| 1R      | uitgeschakeld in de eerste ronde |
| 2R      | uitgeschakeld in de tweede ronde |
| 3R      | uitgeschakeld in de derde ronde  |
| 4R      | uitgeschakeld in de vierde ronde |
| KF      | uitgeschakeld in de kwartfinale  |
| HF      | uitgeschakeld in de halve finale |
| F       | de finale verloren               |
| W       | het toernooi gewonnen            |
| w-v     | winst/verlies-balans             |

### Enkelspel
| toernooi            | 2014 | 2015 | 2016 | 2017 | 2018 | 2019 | 2020 | 2021 |
| ------------------- | ---- | ---- | ---- | ---- | ---- | ---- | ---- | ---- |
| grandslamtoernooien |      |      |      |      |      |      |      |      |
| Australian Open     | 3R   | 3R   | 1R   | –    | 1R   | 1R   | 3R   | 3R   |
| Roland Garros       | 1R   | 2R   | 2R   | –    | 2R   | 2R   | 1R   |      |
| Wimbledon           | 4R   | 4R   | 1R   | 3R   | –    | 1R   |      |      |
| US Open             | 3R   | 1R   | –    | –    | 1R   | 1R   | 1R   |      |
| Premier Mandatory   |      |      |      |      |      |      |      |      |
| Indian Wells        | –    | 3R   | 2R   | –    | 1R   | 1R   | –    | –    |
| Miami               | 2R   | 2R   | 3R   | –    | 4R   | –    | –    | –    |
| Madrid              | –    | 1R   | –    | –    | 1R   | –    | –    | –    |
| Peking              | 2R   | 1R   | –    | –    | –    |      | –    | –    |
| Premier Five        |      |      |      |      |      |      |      |      |
| Dubai/Doha          | –    | 3R   | 1R   | –    | –    | 1R   | –    | –    |
| Rome                | –    | 2R   | –    | –    | 1R   | –    | –    | –    |
| Montreal/Toronto    | –    | 1R   | –    | –    | –    | –    | –    | –    |
| Cincinnati          | 2R   | 1R   | –    | –    | –    | 2R   | –    | –    |
| Tokio/Wuhan         | 2R   | 1R   | –    | –    | –    |      | –    | –    |
| olympisch           |      |      |      |      |      |      |      |      |
| Olympische Spelen   | g.t. | g.t. | –    | g.t. | g.t. | g.t. |      |      |
| statistieken        |      |      |      |      |      |      |      |      |
| titels per jaar     | 0    | 0    | 0    | 1    | 0    | 0    |      |      |
| eindejaarsranking   | 34   | 52   | 148  | 66   | 91   |      |      |      |

### Vrouwendubbelspel
| toernooi        | 2014 | 2015 | 2016 |    | 2018 | 2019 | 2020 | 2021 |
| --------------- | ---- | ---- | ---- | -- | ---- | ---- | ---- | ---- |
| Australian Open | –    | 2R   | 1R   | 2R | 2R   | 2R   | 1R   |      |
| Roland Garros   | –    | 2R   | –    | 1R | –    | 1R   | –    |      |
| Wimbledon       | 2R   | 1R   | –    | –  | –    | –    | –    |      |
| US Open         | KF   | 1R   | –    | 1R |      | –    | –    |      |

## Palmares
| Legenda                 |
| ----------------------- |
| Grandslamtoernooi       |
| Olympische Spelen       |
| Year-End Championships  |
| Premier Mandatory       |
| Premier Five / WTA 1000 |
| Premier / WTA 500       |
| International / WTA 250 |
| Challenger / WTA 125    |

### WTA-finaleplaatsen enkelspel
| nr.              | finale     | toernooi          | ondergrond | tegenstandster  | score    |         |
| ---------------- | ---------- | ----------------- | ---------- | --------------- | -------- | ------- |
| gewonnen finales |            |                   |            |                 |          |         |
| 1.               | 2017-09-17 | WTA Japan (Tokio) | hardcourt  | Miyu Kato       | 6-2, 7-5 | details |
| verloren finales |            |                   |            |                 |          |         |
| 1.               | 2014-10-12 | WTA Japan (Osaka) | hardcourt  | Samantha Stosur | 6-7, 3-6 | details |